# Stephen Tyrone Williams
Stephen Tyrone Williams (nacido en 1982) es un actor estadounidense, reconocido por figurar en películas y series de televisión como The Knick, Da Sweet Blood of Jesus, Elementary y Phil Spector. También ha participado en varias obras de teatro como My Children! My Africa! y Lucky Guy, su debut en el circuito de Broadway.

## Filmografía

### Cine y televisión
- 2014 - The Knick
- 2014 - Da Sweet Blood of Jesus
- 2014 - Tobacco Burn (corto)
- 2013-2014 - Elementary
- 2013 - Person of Interest
- 2013 - Passage (corto)
- 2013 - Conversations w/ My Ex
- 2013 - Phil Spector
- 2012 - Greetings from Tim Buckley
- 2012 - Unforgettable
- 2011 - Restless City
- 2010 - Stag & Doe (corto)
- 2010 - Children of God
- 2009 - Crush
- 2008 - The Singer and the Poet (corto)
- 2008 - Not Gay (corto)
- 2007 - Float (corto)